# Hermitage-Sandyville
Hermitage-Sandyville es un pueblo canadiense situado en la provincia de Terranova y Labrador.

## Superficie
Hermitage-Sandyville tiene una superficie de 29,14 km².

## Demografía
En 2021, tenía 404 habitantes, una densidad poblacional de 13,9 hab./km², y 219 viviendas.